# Tjekaen
 Der er for få eller ingen kildehenvisninger i denne artikel, hvilket er et problem. Du kan hjælpe ved at angive troværdige kilder til de påstande, som fremføres i artiklen.

Tsjeka, eller Vetsjeka, (forkortelse for Tsjrezvytsjajnaja komissija, (Ekstraordinær kommission), også kaldet ЧК eller ВЧК, Всероссийская чрезвычайная комиссия по борьбе с контрреволюцией и саботажем, Den alrussiske ekstraordinære kommission til bekæmpelse af kontrarevolution og sabotage) var en hemmelig polititjeneste i Den russiske sovjetiske føderative socialistrepublik i perioden fra december 1917 til februar 1922.
Tsjeka blev etableret i Petrograd af Vladimir Lenin i december 1917 i forbindelse med den russiske revolution til indsættelse mod kontrarevolutionære elementer. Den 10. marts 1918 flyttede Tjekaen – sammen med den russiske revolutionsregering – til Moskva og blev ledet af den polske adelsmand Feliks Dzerzjinskij. Tsjekaen havde ansvaret for at arrestere "klassefjender", præster og kommunisternes politiske modstandere. Allerede i 1918 arbejdede mere end 2.000 specialtropper i Moskva under Tsjkaen, og natten mellem 11. og 12. april 1918 blev den første specialstyrkeoperation gennemført i Moskva. Under operationen stormede over 1.000 specialtropper et større antal huse, hvor der boede anarkister.
Da Sovjetunionen blev oprettet i 1922 blev Tsjekaen omdannet til GPU og senere til KGB. Udrykket Tsjeka blev et kaldenavn for KGB.
Organisationen havde, da den var på sit højeste, omkring 500.000 ansatte, heraf næsten halvdelen som grænsetropper.

## Navneudvikling
1922 GPU, 1923 OGPU, 1934 NKVD, 1943 NKGB, 1946 MGB, 1953 MVD, 1956 KGB, 1992 SVR/FSB.

## Ledere af organisationen
- Felix Dzerzjinskij 1917 – 1926,
- Vjateslav Rudolfovitj Menzjinskij 1926 – 1934,
- Genrikh Grigorevitj Jagoda 1934 – 1936,
- Nikolaj Ivanovitj Jezjov 1936 – 1938,
- Lavrentij Pavlovitj Berija 1938 – 1953,
- Sergej Nikiforovitj Kruglov 1953 – 1954,
- Ivan Aleksandrovitj Serov 1954 – 1958,
- Aleksandr Nikolajevitj Sjelepin 1958 – 1961,
- Vladimir Jefimovitj Semitjastnyj 1961 – 1967,
- Jurij Vladimirovitj Andropov 1967 – 1982,
- Vitalij Vasiljevich Fedortjuk 1982,
- Viktor Mikhajlovitj Tjebrikov 1982 – 1988,
- Vladimir Aleksandrovitj Krjutjkov 1988 – 1991,
- Leonid Vladimirovitj Sjebarsjin 1991,
- Vadim Viktorovitj Bakatin 1991,
- Jevgenij Maksimovitj Primakov 1991 – 1996,
- Vjateslav Trubnikov 1996 – 2000,
- Sergej Lebedev 2000 – ?